# Colisión de trenes en Washington D. C. de 2009
La colisión de trenes en Washington D. C. de 2009 fue un accidente ferroviario del Metro de Washington D. C. que ocurrió en la tarde del 22 de junio de 2009. Dos trenes del Metro de Washington D. C. de la Línea Roja chocaron en Noreste de Washington D. C., Estados Unidos, matando a nueve personas, dejando atrapada a varias personas e hiriendo al menos 100 personas. Es el accidente más mortífero en la historia del metro de Washington D. C.

## Desastre
A las 5:03 p. m. EDT en la tarde del 22 de junio de 2009, dos trenes de la línea Roja colisionaron. El primer tren, con dirección desde Glenmont hacia Shady Grove, chocó con otro tren que se había parado en las estaciones Takoma y Fort Totten, matando a la operadora del tren y a cinco pasajeros. Los coches terminaron encaramados encima de otros, mientras que otros pasajeros se encontraban atrapados por hasta media hora después. Nueve personas murieron y 100 heridos, decenas de personas descritas como "muertos andantes". El servicio de la línea Roja fue suspendido entre las estaciones Fort Totten y Takoma, y la Avenida Nuevo Hampshire fue cerrada. El Jefe de Bomberos Dennis Rubin después confirmó cuatro fatalidades (incluyendo a la operadora del tren) y 74 heridos, 14 heridos moderados y 6 críticos. A las 7:58 p. m. EDT, se confirmaron otras dos fatalidades.
El 23 de junio la cantidad de muertos por el choque de trenes de metro subió a nueve, incluyendo uno de los conductores, una mujer, dijo la autoridad de Tránsito del Área Metropolitana de Washington (WMATA).

## Causa
El gerente general del Metro John Catoe dijo que la causa del accidente era desconocida "el sistema es seguro". Oficiales de WMATA dijeron inicialmente que a eso de las 5:00 p. m. EDT, el primer tren esperaba que pasara otro tren Dos o tres minutos después, por razones desconocidas el segundo tren chocó, matando al operador del segundo tren en el impacto. Según a sobrevivientes del accidente, el segundo tren trataba de detenerse para evitar la colisión. La Junta Nacional de Seguridad del Transporte empezó una investigación.
En una conferencia de prensa en la tarde del 22 de junio, el Gerente General del Metro John Catoe indicó que el último coche del tren que colisionó era un nuevo coche 5000-series y que el otro era un coche 1000-series de Rohr Industries. Los coches 1000-series empezaron a operar en 1976 y fueron rehabilitados en los años 1990. En 2006, la NTSB citó los coches 1000-series como "vulnerables a los daños catastróficos telescopados y pocas posibilidades de sus ocupantes en una colisión estructural longitudinal. " Además, la junta recomendó el reemplazo o la rehabilitación de toda la serie de coches. Durante la conferencia de prensa, Catoe dijo que él por ahora no tenía "intenciones de suspender el uso de la serie de coches 1000-series”.

## Respuesta
Inmediatamente después de la colisión, los bomberos y paramédicos acudieron al sitio para rescatar a los pasajeros atrapados y atender a los heridos. El Jefe de Bomberos Rubin dijo que, inicialmente, las llamadas realizadas al 911, hicieron que el accidente pareciera pequeño. Tras la llegada de los bomberos, se consideraron necesarios los equipos de urgencias. En dos horas, más de 200 bomberos se encontraban en escena en respuesta al incidente.

## Interrupción del servicio
Debido a la colisión, el servicio entre las estaciones Silver Spring y Avenida Rhode Island fueron suspendidas para poder completar la investigación y limpiar el área de los escombros. Se dijo que la estación permanecería cerrada hasta al menos el 23 de junio. El alcalde de Washington Adrian Fenty dijo que el transporte "a lo largo de la Costa Este será impactada significativamente."